# Jonathan Mensah
Jonathan Mensah (nascut el 13 de juliol de 1990 en Accra) és un futbolista ghanès que actualment juga de Defensa pel Granada CF.